# Unterbruckendorf
Unterbruckendorf ist eine Ortschaft in der Gemeinde St. Georgen am Längsee im Bezirk Sankt Veit an der Glan in Kärnten (Österreich). Die Ortschaft hat 6 Einwohner (Stand 1. Jänner 2024). Sie liegt auf dem Gebiet der Katastralgemeinde Launsdorf.

## Lage
Die Ortschaft liegt im Südosten des Bezirks Sankt Veit an der Glan, im Osten der Gemeinde Sankt Georgen am Längsee, in der Launsdorfer Senke, östlich von Launsdorf. Die Ortschaft liegt rechtsseitig an der Gurk. Sie umfasst den Weiler Unterbruckendorf sowie das etwa 1/2 Kilometer südwestlich liegende Ternitz.

## Geschichte
In der ersten Hälfte des 20. Jahrhunderts wurden bei Unterbruckendorf die Reste einer antiken Straße sowie ein vermutlich frühmittelalterliches Grab entdeckt.
Der Ort wird seit dem 13. Jahrhundert urkundlich genannt; der Ortsname ist ein Hinweis auf die hier befindliche Brücke über die Gurk. Durch die Vorsilbe Unter- wird der Ort vom etwa sechs Kilometer nördlich in der Gemeinde Kappel am Krappfeld gelegenen Oberbruckendorf unterschieden, bei dem es ebenfalls eine Gurkbrücke gibt. 1271 ist für Unterbruckendorf die aus dem Slowenischen abgeleitete Bezeichnung Primosnitz beurkundet.
Auf dem Gebiet der Steuergemeinde Launsdorf liegend, gehörte der Ort in der ersten Hälfte des 19. Jahrhunderts zum Steuerbezirk Osterwitz. Seit der Bildung der Ortsgemeinden im Zuge der Reformen nach der Revolution 1848/49 gehört Unterbruckendorf zur Gemeinde Sankt Georgen am Längsee.
Im Jänner 1918 brannte das Sägewerk in Unterbruckendorf ab. Schon 1905 überlegte man, zur Stromversorgung des Bezirkshauptorts Sankt Veit an der Glan ein Wasserkraftwerk bei Ternitz zu errichten. 1922 bis 1926 wurde dann das Kraftwerk Ternitz errichtet: man errichtete eine 1,20 m hohe und 22 m breite Wehr bei Unterbruckendorf. Das dort abgeleitete Wasser fließt durch einen 650 m langen Kanal zu zwei Francisturbinen bei Ternitz.

## Bevölkerungsentwicklung
Für die Ortschaft ermittelte man folgende Einwohnerzahlen:
- 1869: 12 Häuser, 81 Einwohner[5]
- 1880: 12 Häuser, 78 Einwohner[6]
- 1890: 12 Häuser, 87 Einwohner[7]
- 1900: 12 Häuser, 82 Einwohner[8]
- 1910: 16 Häuser, 145 Einwohner[9]
- 1923: 16 Häuser, 114 Einwohner[10]
- 1934: 137 Einwohner[11]
- 1961: 14 Häuser, 97 Einwohner[12]
- 2001: 6 Gebäude (davon 4 mit Hauptwohnsitz) mit 6 Wohnungen; 14 Einwohner und 2 Nebenwohnsitzfälle; 6 Haushalte; 0 Arbeitsstätten, 1 land- und forstwirtschaftlicher Betrieb[13]
- 2011: 4 Gebäude, 9 Einwohner, 3 Haushalte, 1 Arbeitsstätte[14]
- 2021: 7 Gebäude, 7 Einwohner, 4 Haushalte, 6 Arbeitsstätten[15]

## Ortschaftsbestandteile
Schon im 18. Jahrhundert wurde die Mühle Ternitz zwar als zur Ortschaft Unterbruckendorf gehörig betrachtet und doch eigens erwähnt. Bei einigen Volkszählungen wurden die Einwohnerzahlen der beiden Ortschaftsbestandteile Unterbruckendorf und Ternitz separat ausgewiesen.

### Unterbruckendorf
- 1910: 14 Häuser, 130 Einwohner[9]
- 1923: 13 Häuser, 94 Einwohner[10]
- 1961: 5 Häuser, 51 Einwohner[12]

### Ternitz
- 1910: 2 Häuser, 15 Einwohner[9]
- 1923: 3 Häuser, 20 Einwohner[10]
- 1961: 9 Häuser, 46 Einwohner[12]

## Persönlichkeiten
- Otto Aichbichler (1908–1997), Autor
- Simon Laschitzer (1848–1908), Bibliothekar und Historiker